# Luis Díaz Carballido
Luis Díaz Carballido (Lugo, 27 de febrero de 1995) es un futbolista español que juega como mediocentro en la UD Somozas de la Tercera División RFEF.

## Trayectoria
Nacido en Lugo, se forma en la cantera de la SCD Milagrosa a la cual llega en el 2004 y consigue debutar con el primer equipo en la temporada 2010-11 en Segunda Autonómica.
En 2016, firma por el CD Lugo para unirse a su filial, el Polvorín FC. El 5 de septiembre de 2017 debuta con el primer equipo, entrando como sustituto de Pedro López en una victoria por penaltis frente al Gimnàstic de Tarragona en Copa del Rey.
Luis deja el Polvorín en el año 2020 y firma por la SD Sarriana de Preferente. Tiempo después, en julio de 2021, se une a la UD Somozas de la Tercera División RFEF.

## Clubes
| Club        | País   | Año       |
| ----------- | ------ | --------- |
| Polvorín FC | España | 2016-2020 |
| CD Lugo     | España | 2017      |
| SD Sarriana | España | 2020-2021 |
| UD Somozas  | España | 2021-Act. |